# Pilica (okres Zawiercie)
Pilica je město ve gmině Pilica v okrese Zawiercie v pohoří Wyżyna Częstochowska (Čenstochovská jura) ve Slezském vojvodství v jižním Polsku. Malé okrajové jižní části území města se nacházejí v krajinném parku Park Krajobrazowy Orlich Gniazd. Městem protéká řeka Pilica, která je přítokem řeky Visla. Řeka Pilica na území města také pramení. Město je sídlem gminy Pilica.

## Další informace
Mezi zajímavá místa na území města patří:
- Pilica (zámek) - zámek obklopený bastionovým opevněním.
- Dálkové turistické trasy Szlak Orlich Gniazd (Trasa Orlích hnízd) a Szlak Maryjny (Mariina trasa).
- Kotely, kaple a klášter.
- Historické áměstí Plac Mickiewicza w Pilicy.
- Rybniční soustava na řece Pilica.
- Jeskyně Sztuczna grota.
- Zímecký park Park Pałacowy.

## Galerie

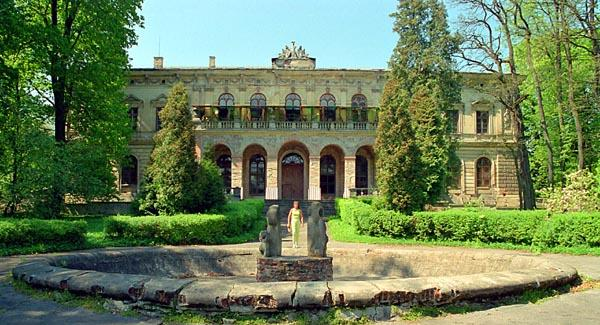
Zámek Pilica
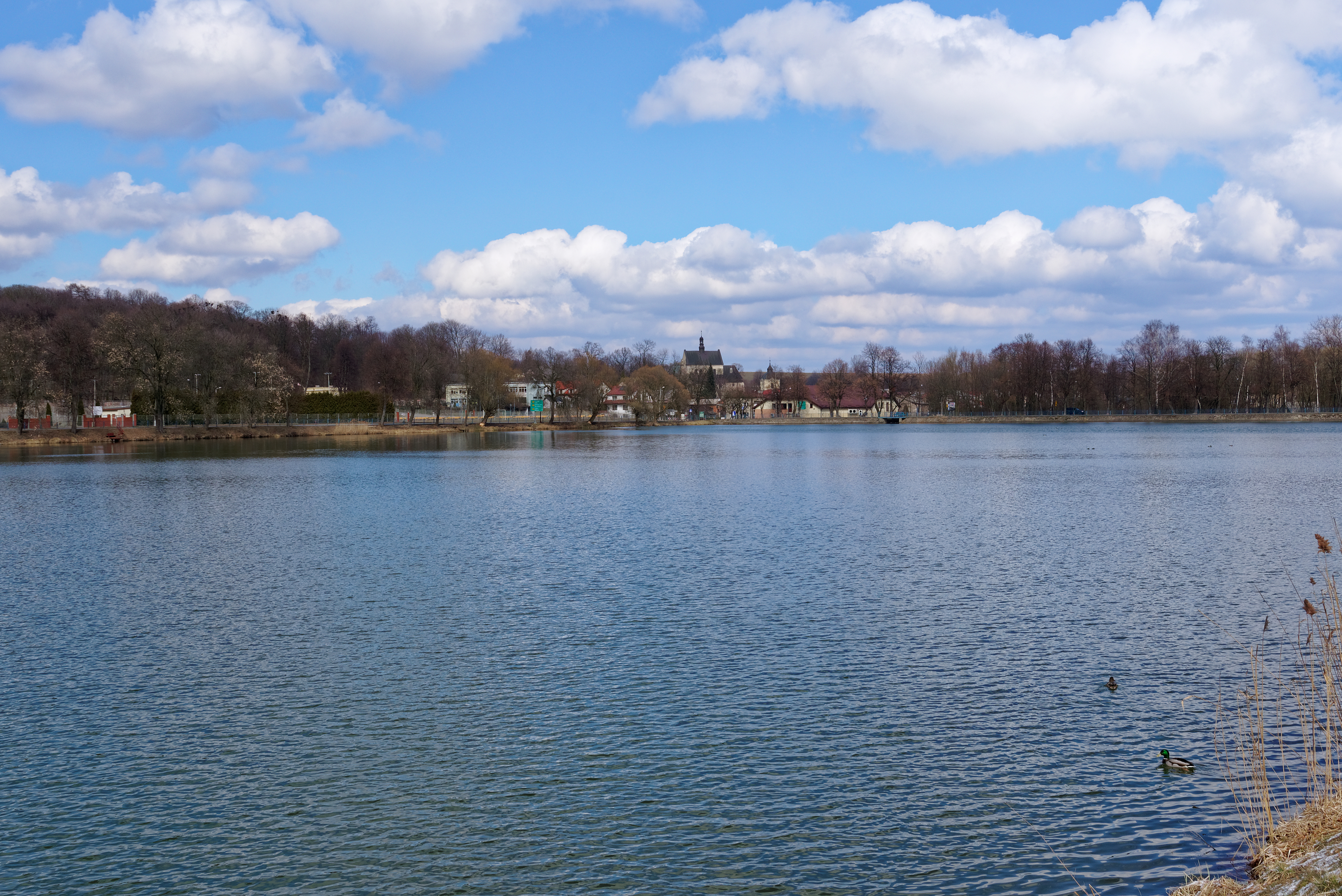
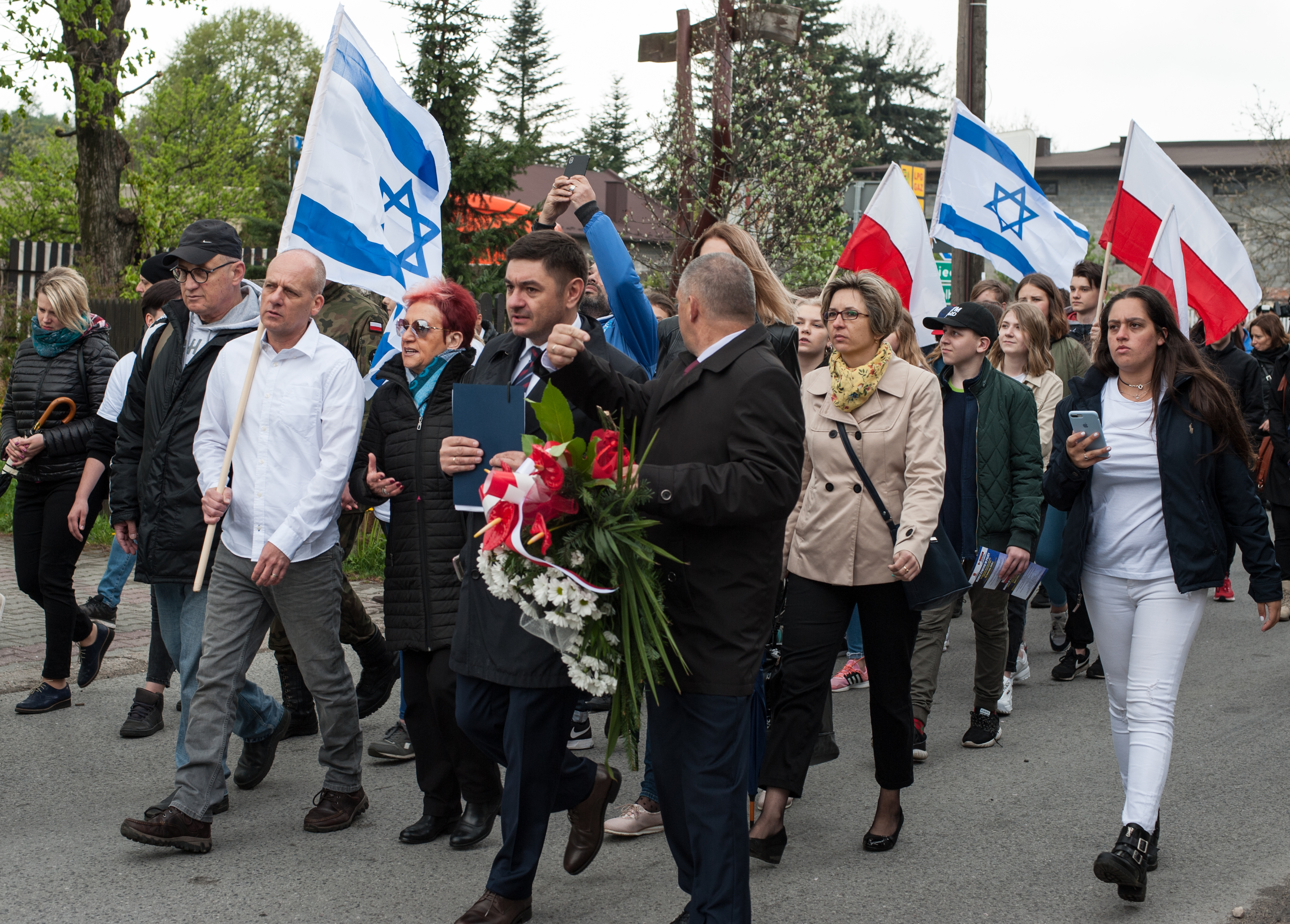
Pietní akce
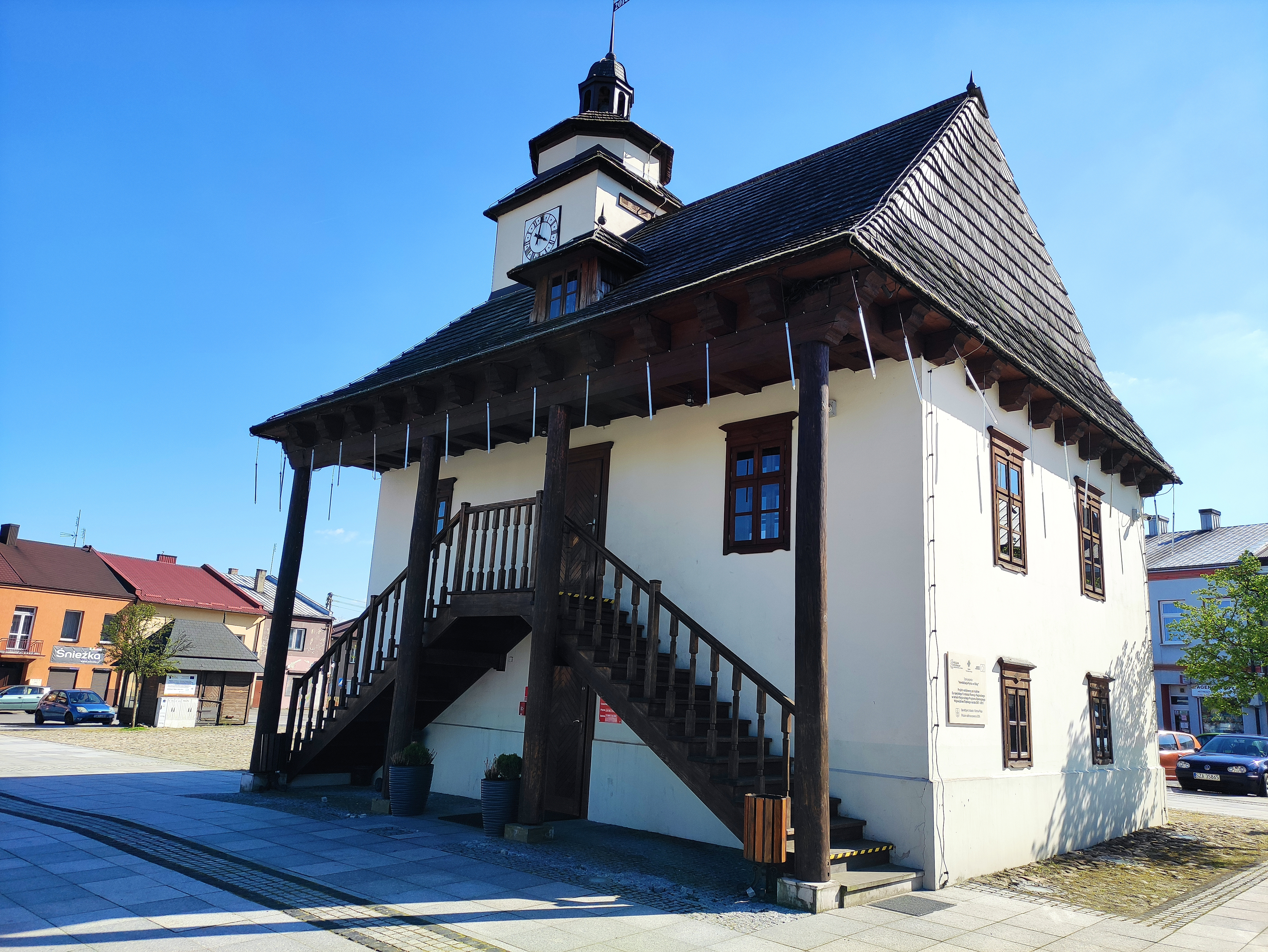
Náměsti (Rynek) Pilica
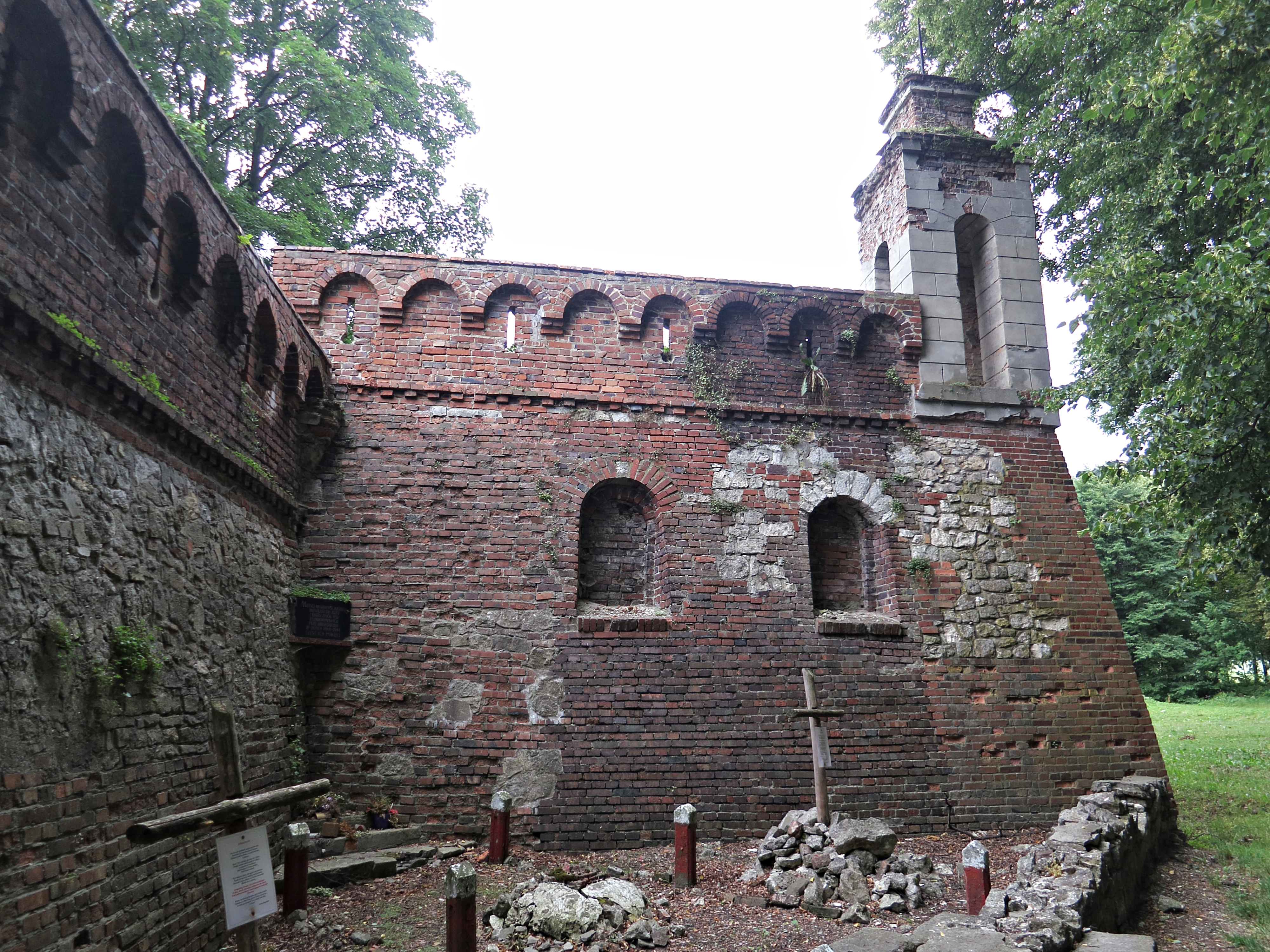
Bastiony poblíž zámku Pilica